# Festival du cinéma américain de Deauville 2024
Le Festival du cinéma américain de Deauville 2024, la 50e édition du festival, se déroule du 6 au 15 septembre 2024.

## Déroulement et faits marquants
L'acteur Michael Douglas est l'invité d'honneur de cette édition.
La sélection de la compétition officielle et la composition des jurys sont annoncées début août 2024.
Outre la compétition, la 50e édition du festival propose des hommage à Frederick Wiseman et à James Gray ainsi que 50 classiques du cinéma américain pour fêter cette 50e édition.
Le 14 septembre 2024, le palmarès est dévoilé : le Grand prix est décerné à In the Summers, d'Alessandra Lacorazza Samudio, le Prix du jury à The Knife (en), de Nnamdi Asomugha.

## Jurys

### Jury de la compétition officielle
- Benoît Magimel (président), acteur
- Elias Belkeddar, réalisateur, scénariste
- Damien Bonnard, comédien
- Martin Bourboulon, réalisateur, scénariste
- Émilie Dequenne, comédienne (absente)
- Lou Lampros, comédienne
- Agathe Riedinger, réalisatrice, scénariste, photographe
- Ludivine Sagnier, comédienne

### Jury de la Révélation
- Alice Belaïdi (présidente), actrice
- Emma Benestan, réalisatrice, scénariste
- Iris Kaltenbäck, réalisatrice, scénariste
- Salim Kechiouche, comédien, réalisateur, scénariste
- Karidja Touré, comédienne

## Sélection officielle

### Compétition
- Bang Bang, de Vincent Grashaw
- Color Book, de David Fortune
- Daddio, de Christy Hall (en)
- Exhibiting Forgiveness (en), de Titus Kaphar
- Gazer, de Ryan J. Sloan
- In the Summers, d'Alessandra Lacorazza Samudio
- La cocina, d'Alonzo Ruizpalacios
- Les Damnés, de Roberto Minervini
- Noël à Miller's Point, de Tyler Taormina (en)
- Sing Sing, de Greg Kwedar (en)
- The Knife (en), de Nnamdi Asomugha
- The School Duel, de Todd Wiseman Jr. (en)
- The Strangers' Case, de Brandt Andersen (en)
- We Grown Now (en), de Minhal Baig (en)

### Les Premières
- A Different Man, d'Aaron Schimberg
- Anora, de Sean Baker
- Beetlejuice Beetlejuice, de Tim Burton
- Le Robot sauvage (The Wild Robot), de Chris Sanders
- Lee Miller, d'Ellen Kuras
- Megalopolis, de Francis Ford Coppola
- Speak No Evil, de James Watkins
- Last Stop : Yuma County, de Francis Galluppi
- The Thicket (film) (en), d'Elliott Lester
- Silver Star, de Lola Bessis et Ruben Amar

### L'Heure de la Croisette
- All We Imagine as Light, de Payal Kapadia
- La Plus Précieuse des marchandises, de Michel Hazanavicius
- Parthenope, de Paolo Sorrentino

### Les Docs de l'Oncle Sam
- L'Ombre du commandant, de Daniela Völker
- Les Disparues, de Sabrina Van Tassel
- Super/Man : L'Histoire de Christopher Reeve, de Ian Bonhôte et Peter Ettedgui
- The Neon People, de Jean-Baptiste Thoret
- My Way, de Thierry Teston et Lisa Azuelos
- Sharon Stone : l'instinct de survie, de Nathalie Labarthe

### Les 50 films
- 2001, l'Odyssée de l'espace, de Stanley Kubrick
- L'Aurore, de F. W. Murnau
- Autant en emporte le vent, de Victor Fleming
- Autopsie d'un meurtre, de Otto Preminger
- Bonnie et Clyde, de Arthur Penn
- Boogie Nights, de Paul Thomas Anderson
- Carrie au bal du diable, de Brian de Palma
- Casablanca, de Michael Curtiz
- Certains l'aiment chaud, de Billy Wilder
- Citizen Kane, de Orson Welles
- Le Dictateur, de Charles Chaplin
- Do the Right Thing, de Spike Lee
- Easy Rider, de Dennis Hopper
- Edward aux mains d'argent, de Tim Burton
- Elephant, de Gus Van Sant
- E.T., l'extra-terrestre, de Steven Spielberg
- Ève, de Joseph L. Mankiewicz
- L'Exorciste, de William Friedkin
- La Horde sauvage, de Sam Peckinpah
- Impitoyable, de Clint Eastwood
- Inception, de Christopher Nolan
- Intolérance, de D. W. Griffith
- Matrix, des Wachowski
- Mirage de la vie, de Douglas Sirk
- La Monstrueuse Parade, de Tod Browning
- Mulholland Drive, de David Lynch
- Network : Main basse sur la télévision, de Sidney Lumet
- La Nuit du chasseur, de Charles Laughton
- Once Upon a Time… in Hollywood, de Quentin Tarantino
- Outrage, de Ida Lupino
- Le Parrain, de Francis Ford Coppola
- La Prisonnière du désert, de John Ford
- Psychose, de Alfred Hitchcock
- Rambo, de Ted Kotcheff
- Rio Bravo, de Howard Hawks
- Spotlight, de Tom McCarthy
- Taxi Driver, de Martin Scorsese
- Terminator, de James Cameron
- To be or not to be, de Ernst Lubitsch
- La vie est belle, de Frank Capra
- Virgin Suicides, de Sofia Coppola
- Vol au-dessus d'un nid de coucou, de Miloš Forman
- Voyage au bout de l'enfer, de Michael Cimino
- Wanda, de Barbara Loden
- West Side Story, de Robert Wise et Jerome Robbins
- Zero Dark Thirty, de Kathryn Bigelow
- Zodiac, de David Fincher

### Fenêtre sur le cinéma français
- Finalement, de Claude Lelouch, en avant-première
- Ni chaînes ni maîtres, de Simon Moutaïrou, en avant-première

## Hommages
- Frederick Wiseman (absent)
- James Gray
- Deauville Talent Award : Natalie Portman, Michelle Williams
- Prix Nouvel Hollywood : Mikey Madison, Sebastian Stan, Daisy Ridley

## Palmarès
- Grand prix : In the Summers, d'Alessandra Lacorazza Samudio
- Prix du jury : The Knife, de Nnamdi Asomugha
- Prix Barrière du 50e anniversaire : La cocina, d'Alonzo Ruizpalacios
- Prix de la révélation : In the Summers, d'Alessandra Lacorazza Samudio
- Prix de la critique : Color Book, de David Fortune
- Prix Canal + du 50e anniversaire : The School Duel, de Todd Wiseman
- Prix d'Ornano-Valenti : Rabia, de Mareike Engelhardt
- Prix du public : The Strangers' Case, de Brandt Andersen